# IC 4878
IC 4878 هو اصطدام مجري، يقع في كوكبة الطاووس.

## روابط خارجية
- IC 4878 على موقع ويكي سكاي: DSS2, SDSS, GALEX, IRAS, Hydrogen α, X-Ray, Astrophoto, Sky Map, Articles and images